# Lac Pelletier
Pour les articles homonymes, voir Pelletier.
Le lac Pelletier est un plan d’eau douce situé dans la ville de Rouyn-Noranda, dans la région administrative de l'Abitibi-Témiscamingue, au Québec, au Canada. Le lac Pelletier s'avère le principal plan d'eau du bassin versant de la rivière Pelletier.
Ce lac est situé au sud-ouest de la ville de Rouyn-Noranda. Le chemin de fer du Canadien National passe au Nord-Est. La rive nord-ouest est desservie par la route 391, la rive sud par le chemin du rang Huit. Un site minier est en exploitation sur la rive est, au Sud d’un terrain de golf. À proximité, l'ancien site minier Stadacona sert de dépôt de neige pour la ville de Rouyn-Noranda.
Annuellement, la surface du lac est généralement gelée de la mi-novembre à la fin avril, mais la période de circulation sécuritaire sur la glace est habituellement de la mi-décembre à la mi-avril. Une zone de marais entoure une baie au nord-Est et la zone au sud de l’embouchure du lac, situé ausSud-est.

## Géographie
Les bassins versants suivants sont voisins du lac Pelletier :
- côté nord : lac Noranda, lac Osisko, lac Dufault, rivière Dufault, rivière Kinojévis, rivière D'Alembert ;
- côté est : rivière La Bruère, rivière Kinojévis ;
- côté sud : rivière Pelletier, lac Beauchastel, rivière Beauchastel ;
- côté ouest : rivière Arnoux, lac Dasserat, rivière Kanasuta.

Le lac Pelletier s'approvisionne du marais Pelletier, du cours d'eau Saint-Amour, du décharge du Lac Édouard et du ruisseau Chénier.
Les lacs environnants sont du Sénateur, Édouard, Françoise, Gamble, Noranda, Séguin et Ted.
L’embouchure du lac Pelletier est situé à  5,6 km au nord-est de l’embouchure de la rivière Pelletier, à 4,7 km au sud-ouest du centre-ville de Rouyn-Noranda, à 14,7 km au nord-ouest de l’embouchure de la rivière Beauchastel, à 44,9 km au nord-ouest de la confluence de la rivière Kinojévis et de la rivière des Outaouais et à 20,1 km au nord-est du lac Opasatica.

## Toponymie
Jadis[Quand ?], ce plan d’eau était désigné lac Lorenzo. Le terme Pelletier constitue un patronyme de famille d'origine française et fort répandu au Canada.
L'hydronyme lac Pelletier a été officialisé le 5 décembre 1968 à la Commission de toponymie du Québec.